# Phlogochroa fontainei
Phlogochroa fontainei är en fjärilsart som beskrevs av Emilio Berio 1956. Phlogochroa fontainei ingår i släktet Phlogochroa och familjen nattflyn. Inga underarter finns listade i Catalogue of Life.